# A. F. Golam Osmani
A. F. Golam Osmani (* 1. April 1933 in Silchar, Assam; † 31. März 2009 in Neu-Delhi) war ein indischer Politiker (Indischer Nationalkongress).

## Berufliche Laufbahn
Osmani studierte Rechtswissenschaften an der Dacca University in Bangladesch, an der Calcutta University in West Bengal und an der Lincoln’s Inn in London. Er erlangte den Bachelor of Laws und den Barrister-at-Law und arbeitete fortan als Rechtsanwalt.

## Politische Karriere
Sein erstes politisches Amt übte Osmani als Mitglied der Assam Legislative Assembly aus, wo er für zwei Legislaturperioden aktiv war. Er stand von 1978 bis 1981 als Kabinettsminister in Assam verschiedenen Departementen vor.
1998 wurde er in den 12. Lok Sabha gewählt und war dort Mitglied in verschiedenen Kommissionen. In den Jahren 1999 und 2004 wurde er in den 13. und 14. Lok Sabha gewählt.

## Privates
Osmani war mit Jahanara Begum verheiratet und hatte mit ihr zwei Söhne und eine Tochter. Seine größten Interessen galten dem Reisen, dem Garten und der Literatur.